# Ad Deir
Ad Deir (arabsko الدير,, ad-Dair, 'samostan') je impozantna kamnita stavba v bližini starega jordanskega mesta Petra. Zgradba Nabatejcev iz 1. stoletja je spomenik širok 50 metrov in visok 39 metrov.

## Zgodovina in možna uporaba
Ad Deir je bil zgrajen sredi 1. stoletja našega stoletja in za razliko od sedanjega imena je služil kot samostan na začetku. Ad Deir verjetno ni bil namenjen kot grobnica. Leta 2004 sta bili ob stenah dvorane odkriti dve kamnitimi klopi, ki so ju pokopali balvani. To kaže, da je ad-Deir služil kot mavzolej vladarja. Napis nakazuje sklicevanje na kult nabatejskega kralja Obodasa I., ki je vladal na začetku 1. stoletja pred našim štetjem, ne da bi natančen kontekst postal jasen.

## Gradnja
Fasada je relief iz masivnega peščenjaka. Stavba ad-Deir je podobna stavbi Zakladnice Al-Khazneh v Petri. V obeh primerih je zgornje nadstropje zasnovano kot prekinjen zatrep, v središču katerega stoji tolos, ki ga dopolnjuje deset metrov visoka žara. Notranjost kompleksa je komora, ki meri 12,5 z 10 metrov in je visoka 15 metrov; vanjo se vstopa skozi vrata, ki so visoka 8 metrov. Zadnja stena komore ima veliko poglobitev, ki jo spremljata dve stopnišči. Obredi so se verjetno praznovali tukaj. Po prevzemu krščanstva v 4. stoletju je prostor služil kot samostan, od tod zato današnje ime.